# 長崎縣美術館
長崎縣美術館（日语：ながさきけんびじゅつかん）是一座位於日本長崎縣長崎市，由公益財團法人長崎博物館振興財團運營的美術館，特徵是展示以由外交官須磨弥吉郎贈送的藏品為基礎的西班牙美術品和與長崎有關的美術品。

## 历史
長崎縣美術館的前身是1965年開館的長崎縣立美術博物館。2002年，舊美博關閉。2005年4月23日，長崎縣美術館開館。2012年3月時長崎縣美術館收藏有約6000件作品。美術館建築的設計者是建築家隈研吾，獲得了多個獎項。

## 外部連結
- 官方網站